# Мері Еріставі

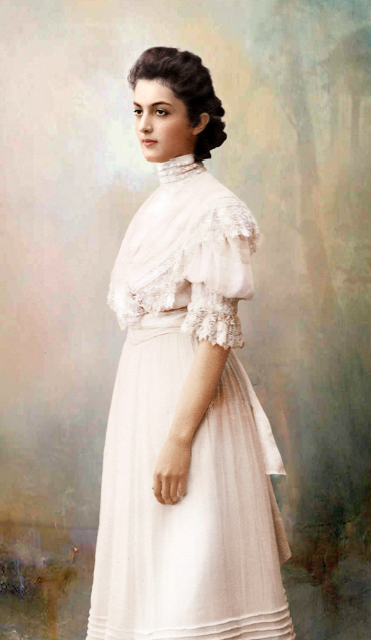
Принцеса Мері, 1911

Принцеса Мері Еріставі (груз. მერი ერისთავი), при народженні Шервашидзе (груз. შერვაშიძე; 1888, Батумі — 21 січня 1986, Париж) — грузинська аристократка, ікона моди, одна з перших моделей Коко Шанель. Вона займала високе місце серед грузинського дворянства, як і при дворі російського імператора в останні роки існування імперії. Іноді Мері розглядають як музу відомого грузинського поета Ґалактіона Табідзе.

## Біографія

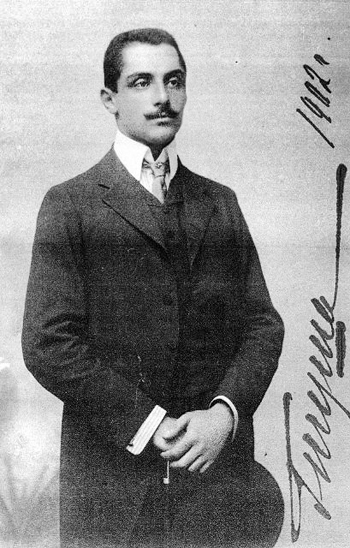
Чоловік Мері, принц Георгій

Мері народилася в Батумі в сім'ї грузинського генерал-майора Прокофа Шервашидзе. Вона була відомою в Грузії завдяки своїй вроді та статурі і навіть отримала компліменти від російського імператора Миколи II, коли він зустрівся з нею під час свого візиту до Тифліса 1912 року.

Оскільки її батько невдовзі став депутатом Державної Думи, сім'я переїхала до Петербурга, де Мері стала придворною дамою імператриці Олександри Федорівни. Після смерті батька Мері повернулася в Грузію, де провела решту своєї юності разом із матір'ю та сестрами Еленою та Тамарою.

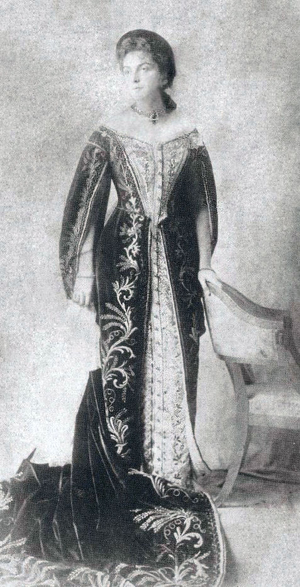
Мері — придворна дама імператриці

Після утворення Першої Грузинської Республіки, що стало наслідком Революції в Росії, наречений Мері принц Георгій Еріставі (значний грузинський дворянин і колишній ад'ютант Миколи II) повернувся до Грузії, маючи намір одружитися з нею. Вони побралися в Кутаїсі.
Невдовзі більшовики вторглися в Грузію, тож у березні 1921 року подружжя було змушене покинути країну, аби уникнути ув'язнення, депортації чи смерті. Через Стамбул вони вирушили до Франції.
По прибутті в Париж Мері та Георгій оселилися на Ру-де-ла-Тур в 16-ому окрузі, популярному районі французького вищого суспільства. Втеча з Грузії призвела до матеріальних втрат, тож сім'я стикнулася з певними фінансовими проблемами, проживаючи в цьому дорогому районі. Через це певний час матір та сестри Мері жили разом із молодим подружжям. Ситуація змінилася, коли сім'я вирішила відкрити власне ательє, а Мері стала моделлю Коко Шанель — надзвичайно відомої французької дизайнерки того часу.
Невдовзі мати та сестри переселилися, а її чоловік Георгій помер; подружжя не мало дітей. Мері провела решту життя мешкаючи сама і рідко контактуючи з іншими грузинськими емігрантами, за винятком відвідин місцевої грузинської церкви. В останні роки свого життя вона була змушена переїхати в будинок пристарілих, де, завдяки її непоганим фінансовим можливостям, Мері забезпечили особистою доглядальницею. Попри це переселення, вона продовжила відвідувати своїх друзів у 16-ому окрузі для гри в карти. За словами її друга Бабо Дадіані, кімната Мері була заповнена квітами від відомих і невідомих прихильників.
Через радянську політику закритості щодо імміграції, Мері, як і інші емігранти з Першої Республіки, не мала можливості повернутися в Батумі. Вона померла у Франції у віці 97 років. Як і її чоловік, Мері було поховано на цвинтарі Сент-Женев'єв-де-Буа.